# Рейв
Рейв (от англ. to rave — «неистовствовать», «бесноваться», «приходить в неистовство», «бредить») — организованная танцевальная вечеринка с привлечением диджеев, обеспечивающих бесшовное воспроизведение электронной танцевальной музыки.
Местами проведения рейв-вечеринок могут служить ночные клубы, фестивали на открытом воздухе или иные публичные пространства. Помимо специально предназначенных для этого мест, они также могут проводиться на пустынных территориях, вмещающих большое количество участников, например, на территории бывших заводов, ангаров, складов и других промышленных объектов. В просторечии «рейв» также используется как синоним собственно электронной танцевальной музыки, исполняемой на таких мероприятиях (так же как «диско», изначально означавшее дискотеки).
Согласно исследованию 2015 года, 35,5 процентов посетителей американских рейвов употребляют на рейвах наркотические вещества, отличные от марихуаны, в том числе MDMA.

## История

### Истоки
Изначально рейвы представляли собой кустарно организованные ночные танцевальные вечеринки с нелицензионной музыкой, чертами которых было отрицание истеблишмента. До коммерциализации рейв-сцены, когда крупные легальные сходки в специально организованных местах стали нормой среди таких мероприятий, места проведения рейвов обычно держались в тайне до самого начала их проведения и распространялись среди своих при помощи автоответчиков, смс-сообщений, тайных флаеров или объявлений на веб-сайтах. Этот уровень секретности позволял рейверам избегать внимания полиции (особенно в свете имеющего места незаконного употребления наркотиков) и побуждал их выбирать такие площадки, где они могли бы оставаться непотревоженными по многу часов подряд. Всё это способствовало росту чувства девиантности и асоциализации.

### Великобритания

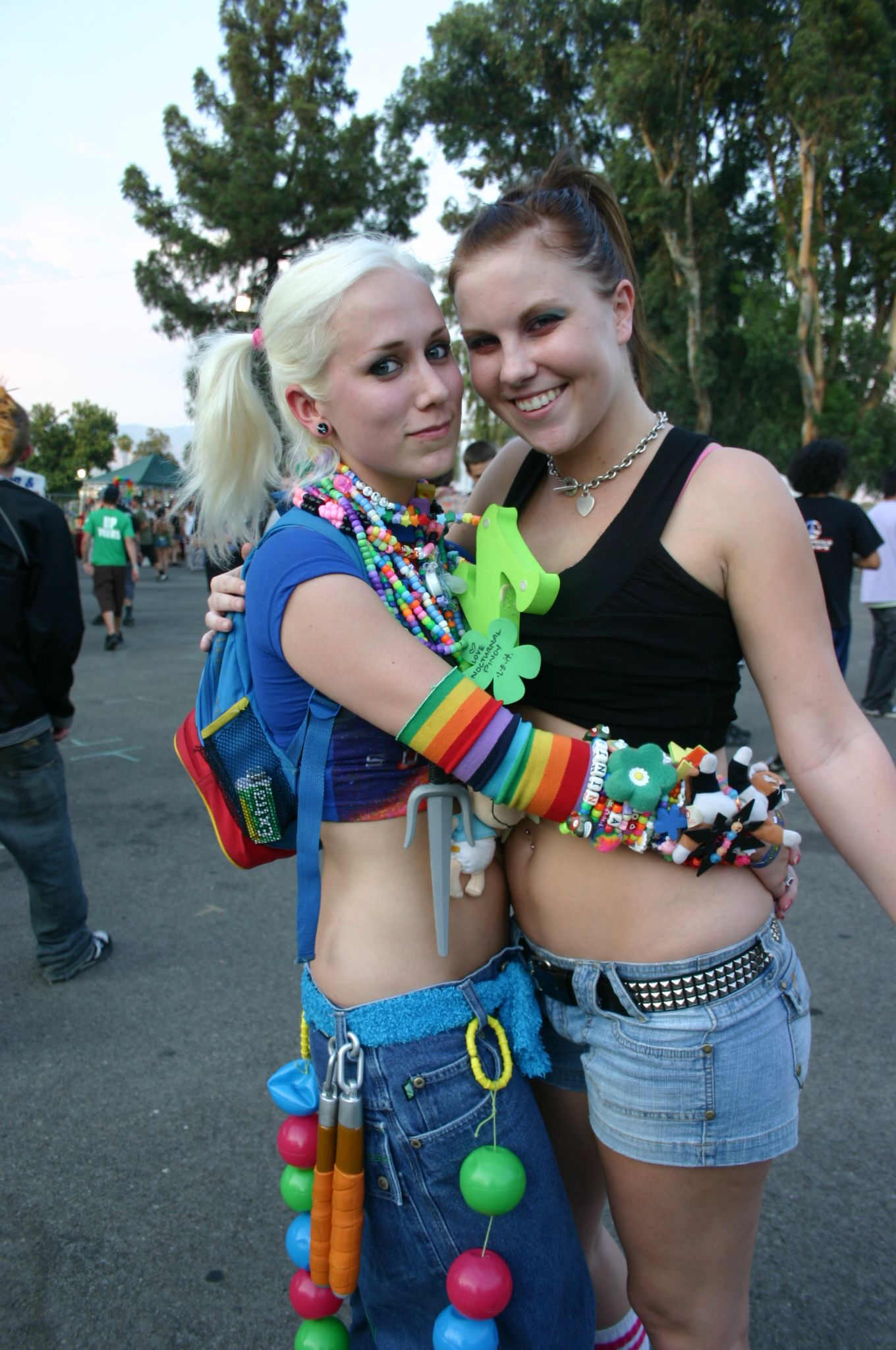
Рейверы (2007)

В Великобритании рейвы стали массовым феноменом в 1988 году и к началу 1990-х приобрели известность за пределами страны. Изначально рейвы были громадными ночными дискотеками, проводившимися в складских помещениях или на полях под открытым небом, куда съезжались тысячи и более людей. Эти неконтролируемые никем массовые собрания в провинции вызывали в обществе негативную реакцию. Довольно скоро многие британские клубы стали проводить рейвы в своих стенах, используя многоярусные танцполы, для каждого из которых играл свой диджей.
Основной музыкой на рейвах были: эйсид-хаус и техно и их дальнейшие разновидности — транс, хардкор, хардстайл, драм-н-бейс и прочие. Среди наиболее известных коллективов и музыкантов, ассоциирующихся с рейвом, были The Prodigy, The Shamen, A Guy Called Gerald, Scooter, Grid, Joey Beltram, Westbam, Altern-8, U96, The Chemical Brothers.
За пределами Великобритании самый мощный бум популярности рейвов пришёлся в первую очередь на Германию (берлинская диджейская сцена, массовые рейв-вечеринки, в том числе «Парады любви»), США (в основном клубная сцена — чикагский хаус, детройтское техно) и Россию (в первую очередь в Санкт-Петербурге, где проводились первые в России рейв-пати, открылись такие знаменитые клубы, как «Тоннель» и «Грибоедов», появилась первая рейв-радиостанция «Порт-FM», на которой диджеи вживую играли свои сеты, проводились знаменитые вечеринки на фортах).
Культуру рейвов вобрали в себя проводившиеся в 1990-е годы в Берлине при активном участии Maximillian Lenz ака Westbam и затем других городах мира «Парады любви».

### Россия и СНГ

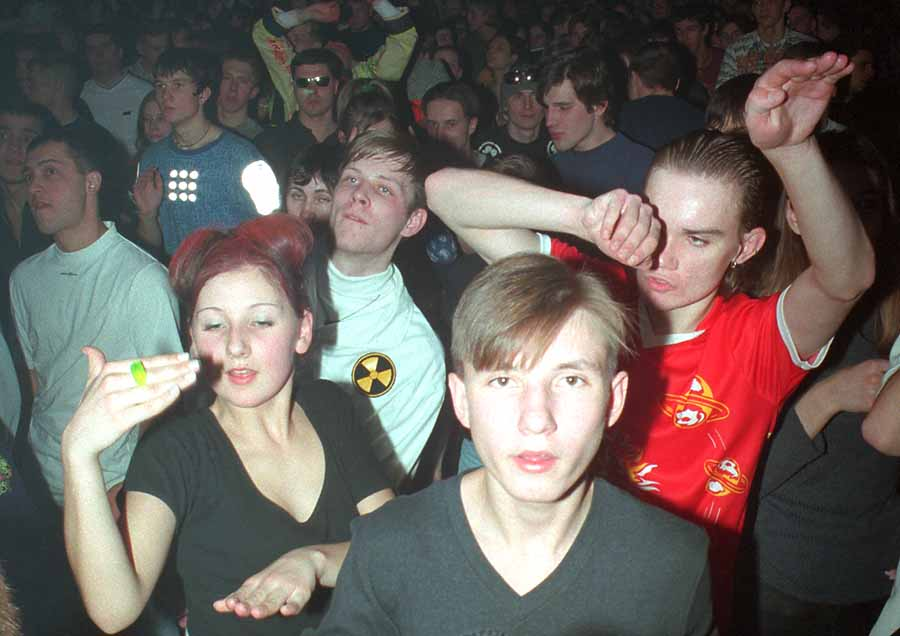
На московском рейве «Орбита» (Московский дворец молодёжи, 1998 год)

В России рейвы проводились с начала 1990-х годов. (наиболее известные — «Гагарин-пати» (1991 год, братья Хаас и Bloc Limited), «Мобиле» в Москве, 1992); самым крупным на постсоветском пространстве был фестиваль «КаZантип», сначала проводившийся на крымском мысе Казантип, а затем поменявший название на «Республика KaZантип» и переехавший сначала в село Весёлое (вблизи Судака), а затем под посёлок Поповка (вблизи Евпатории). Одним из зачинателей рейв-движения в Петербурге стал барабанщик группы «Кино» Георгий Гурьянов.
Главным информационным «рупором» движения в 1990-х годах был журнал «Птюч», имевший тогда огромную популярность.
В наши дни своими массовыми музыкальными мероприятиями известен Санкт-Петербург, собирающий многотысячные вечеринки круглый год: весной — «Цех» (с 2000 по 2009) и MayDay (с 2002 по 2007), летом — SoundTropolis, осенью — «Восточный удар», организованный промоутерской группой ContrForce, зимой — «Петербургский DJ Parade» от компании Track System (с 1997 года). Основным местом проведения этих вечеринок в Петербурге являлся Дворец спорта «Юбилейный» (с 2008 года В. И. Матвиенко запретила проводить ночные дискотеки во Дворце спорта «Юбилейный»), позднее — Чумной форт, СКК им. Ленина и НИИ Электронстандарт.
Вторую волну популярности рейв-вечеринок в 2017 году вернул исполнитель GSPD, записывающий танцевальные музыкальные композиции. В 2018 году запустился проект Дети Rave. Проект стал занимать лидирующие позиции в чартах, а на концерты стали ходить тысячи людей. В 2020 году вышел сингл Dead Blonde «Мальчик на девятке», который на протяжении нескольких недель занимал лидирующие позиции в странах СНГ и Европы.

## В культуре

### В литературе
Субкультура рейва и рекреационное употребление МДМА описаны в рассказе Тимура Бельского «Саботажница».